# Euphorbia boinensis
Euphorbia boinensis ist eine Pflanzenart aus der Gattung Wolfsmilch (Euphorbia) in der Familie der Wolfsmilchgewächse (Euphorbiaceae).

## Beschreibung
Die sukkulente Euphorbia boinensis wächst als kletternder Strauch mit einem 2 Zentimeter dicken Stamm und einer starken Verzweigung. Die dünnen Zweige werden bis 3 Millimeter dick, sind gestreift und an den Knoten in erkennbare Abschnitte aufgeteilt. Die Internodien werden bis 6 Zentimeter lang und sind zickzackartig gebogen. Die weitere Verzweigung erfolgt in Wirteln. Die kleinen Blätter sind kurzlebig.
Die eingeschlechtlichen Cyathien sind nahezu sitzend und werden etwa 4 Millimeter im Durchmesser groß. Die zwei bis fünf elliptischen Nektardrüsen grenzen fast aneinander. Über die Früchte und Samen ist nichts bekannt.

## Verbreitung und Systematik
Euphorbia boinensis ist endemisch im Nordwesten von Madagaskar im Nationalpark Ankarafantsika in Wäldern auf sandigen Böden verbreitet. Die Art steht auf der Roten Liste der IUCN und gilt als vom Aussterben bedroht (Critically Endangered).
Die Erstbeschreibung der Art erfolgte 1966 durch Jean-Henri Humbert und Jacques Désiré Leandri.